# Mauá
Mauá este un oraș în São Paulo (SP), Brazilia.